# Chersodromia parallela
Chersodromia parallela är en tvåvingeart som först beskrevs av Axel Leonard Melander 1927.  Chersodromia parallela ingår i släktet Chersodromia och familjen puckeldansflugor.
Artens utbredningsområde är Washington. Inga underarter finns listade i Catalogue of Life.